# FF.C
FF.C est un groupe de hip-hop grec, originaire d'Athènes. Formé en 1987, il est l'un des piliers de la scène hip-hop grecque. Après sept albums studio, le groupe se sépare en 2005.

## Biographie
Le groupe est formé en 1987. Dimitris Petsoukis faisait des expériences avec son synthétiseurs cette année alors qu'il rencontre Kostas Kourmentalas, qui partagera comme la passion pour le hip-hop et le breakdance. FF.C est formé avec DJ Mix Mad. FF.C est l'un des premiers groupes ayant significativement contribué au développement du hip-hop en Grèce, aux côtés d'autres groupes comme Active Member et la Terror X Crew. Influencé par le hip-hop américain, FF.C est à l'origine un acronyme pour Funky Fresh Concept. Ils adoptent ensuite les noms de High Cool (Petsoukis) et Fresh Cool G (Kourmentalas) alors que la majeure partie de leurs paroles sont en grec. Thodoris Maggos (Free Jah Present) et Thomas Putikakis (DJ Everlast) se joignent plus tard à eux.
Ils entrent à l'Horizon Studio, et commencent à enregistrer leur premier album. En 1993, ils publient leur tout premier album indépendant Σκληροί Καιροί, financé de leur poche, les labels grecs à cette période ne reconnaissant pas le hip-hop comme commercial. L'album est pressé à 200 exemplaires vinyles. Sur cet album, Dimitris Petsoukis rappe les paroles écrites par Kostas Kourmentalas. Par la suite, FF.C devient un acronyme de Fight Fashion Captivity. Thodoris Maggos et DJ Mix Mad quittent le groupe paès sa sortie, et Thodoris Sartetzakis (Sparky T) les rejoint.
FF.C continue d'enregistrer et décide d'adopter une forme plus locale de leur style musical. Petsoukis et Kourmentalas deviennent Skinothetis et Rythmodamastis respectivement, et le groupe est rebaptisé FortiFied Concept. La percée commerciale du groupe se fait après que Thodoris Sartetzakis ait envoyé une démo 20 titres au label Polydor Records, avec qui ils obtiennent un contrat. Ils y publieront quatre albums : Σ'άλλη Διάσταση (1997 ; Thodoris Sartetzakis quitte le groupe après sa sortie), Η Απειλή (1998), Οχυρωμένη Αντίληψη (2000), et Υπ'όψιν (2002). En 2003, le groupe joue avec Public Enemy et le groupe local Deadlock.
Leur morceau Paramythi ayant été censuré par le label qui décide de ne pas l'inclure à l'album Υπ'όψιν, le groupe quitte Polydor. Ils décident alors de publier leur prochain album indépendamment, menant ainsi à la création du label Ήχοτρον (Hxotron Productions), auquel ils publient leurs deux derniers albums, Κλασσικά Ηχογραφημένα (2004) et ντιληψίες Συνείδησης (2005). Peu après, le groupe se sépare, Kourmentalas s'étant retiré de la scène musicale. En 2007, le catalogue du groupe est racheté par Universal Music et publié aux États-Unis.

## Discographie
- 1993 : Σκληροί Καιροί
- 1997 : Σ'άλλη Διάσταση (Polydor)
- 1998 : Η Απειλή (Polydor)
- 2000 : Οχυρωμένη Αντίληψη (Polydor)
- 2002 : Υπ'όψιν (Polydor)
- 2004 : Κλασσικά Ηχογραφημένα (Ήχοτρον)
- 2005 : Αντιληψίες Συνείδησης (Ήχοτρον)